# 绍莫久德沃尔海伊
绍莫久德沃尔海伊，是匈牙利绍莫吉州所辖的一个村。总面积40.42平方公里，总人口1082，人口密度26.8人/平方公里（2011年1月1日）。